# Anerkennungsurkunde des Oberbefehlshabers des Heeres für hervorragende Leistungen auf dem Schlachtfeld

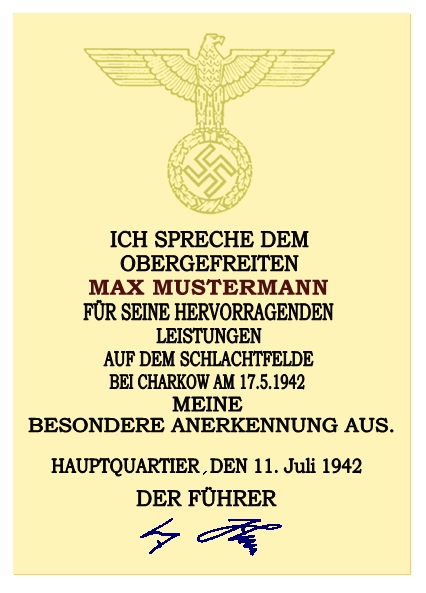
Die Anerkennungsurkunde des ObdH für Leistungen auf dem Schlachtfeld (Muster)

Die Anerkennungsurkunde des Oberbefehlshabers des Heeres für hervorragende Leistungen auf dem Schlachtfeld war eine Auszeichnung, welche Mitte 1941 kurz vor dem Überfall auf die Sowjetunion bzw. unmittelbar nach dessen Beginn von Generalfeldmarschall Walther von Brauchitsch in seiner Eigenschaft als Oberbefehlshaber des Heeres (ObdH) gestiftet wurde. Dies geschah wahrscheinlich parallel zu der Anerkennungsurkunde des Oberbefehlshabers des Heeres für Flugzeugabschüsse, die zunächst gleichfalls als Kollektivauszeichnung für ganze Einheiten vorgesehen war. Jedoch geriet diese schon in den ersten Wochen des Krieges gegen die Sowjetunion zur individuellen Anerkennung von Einzelpersonen des Heeres sowie der Waffen-SS.

## Verleihungsvoraussetzungen
Einzig konkrete Verleihungsvoraussetzung, die zur Einreichung des Antrages und zur späteren Verleihung durch den Truppenvorgesetzten führen konnte, war die Vollbringung einer hervorragenden Leistung der Kampfeinheit oder der Einzelperson auf dem Schlachtfeld. Allerdings wurden in der Praxis derartige hervorragende Leistungen durch den Kommandeur meist mit staatlichen Orden und Ehrenzeichen bzw. Kampfabzeichen gewürdigt. Genannt sei hier beispielsweise das Eiserne Kreuz II. Klasse, das Kriegsverdienstkreuz mit Schwertern oder das Allgemeine Sturmabzeichen.

## Verleihungszahlen
Die eben erwähnte Praxisauslegung der Kampfkommandanten, die die Leistungen ihrer Soldaten eher mit Orden und Ehrenzeichen würdigten, spiegeln sich auch in den relativ geringen Verleihungszahlen der Anerkennungsurkunden wider. Die wurde von Mitte 1941 bis Kriegsende „nur“ 1322-mal verliehen. Darunter befanden sich 20 Kollektivauszeichnungen für Truppeneinheiten sowie 30 Einzelverleihungen an Angehörige der Waffen-SS. Der Rest von 1272 Verleihungen erfolgte an Einzelpersonen der Wehrmacht. Bekannten Verleihungen sind:
- Kollektivauszeichnungen
  - 6. Kompanie des Infanterie-Regiments 462 (30. Dezember 1941 bei Orlowka nähe Stalingrad)

- Einzelauszeichnungen
  - Oberstleutnant Willibald Borowietz (12. April 1941 nach dem Balkanfeldzug)
  - SS-Unterscharführer Johannes Meguscher (16. März 1942 bei Bjakowo)
  - Major Joachim Neumann (17. September 1943)
  - Oberleutnant Kurt Bodendörfer (14. August 1944)
  - Leutnant Karl Kasper (17. August 1944 bei Lielstapeles)

## Sonstiges
Selbiges Urkundenmuster kam auch zur Anwendung, wenn der Beliehene mit der Ehrenblattspange ausgezeichnet wurde.